# Soudal
Soudal er en belgisk virksomhed med hovedkvarter i Turnhout. De producerer fugemasse i silikone, polyurethan og acryl; polyurethan-skum og lim. I 2021 havde de en omsætning på 1,1 mia. euro og 3.654 ansatte.
Virksomheden ejes af Vic Swerts, som grundlagde den i 1966.
Siden 2014 har Soudal været hovedsponsor for cykelholdet Lotto-Soudal.